# Paul Jabara
Paul Jabara (Brooklyn (New York), 31 januari 1948 – Los Angeles, 29 september 1992) was een Amerikaanse songschrijver, acteur en zanger. Hij speelde in de originele Broadwayproductie van de musical Hair in 1968, samen met onder anderen Diane Keaton en Melba Moore. Hij zong de rol van Herodes in de oorspronkelijke Londense productie van Jesus Christ Superstar. Hij schreef daarna zelf een Broadwaymusical, Rachel Lily Rosenbloom – and Don't You Forget It, die geproduceerd werd door Robert Stigwood maar waarvan slechts een aantal voorvertoningen plaatsvond in 1973.
Hij is de (co-)auteur van een aantal discohits, waaronder "It's Raining Men" (samen met Paul Shaffer), opgenomen door The Weather Girls in 1982 en later door Geri Halliwell in 2001; "No More Tears (Enough is Enough)" (samen met Bruce Roberts), opgenomen door het duo Barbra Streisand-Donna Summer in 1979; en "Last Dance", gezongen door Donna Summer in de film Thank God It's Friday. Voor dit laatste nummer won Jabara zowel een Grammy Award als een Oscar. Paul Jabara speelde ook een rol in deze film. Hij schreef ook het nummer "Main Event/Fight", samen met Bruce Roberts en Bob Esty, voor de soundtrack van de fim The Main Event en gezongen door Barbra Streisand.
Jabara maakte ook eigen opnamen. Op Casablanca Records bracht hij de albums Shut Out (1977), Keeping Time (1978), The Third Album (1979), Paul Jabara & Friends (1983, met The Weather Girls, Leata Galloway en de jonge Whitney Houston), De la Noche (1986) en Paul Jabara's Greatest Hits & Misses (1989) uit. Met Donna Summer nam hij de duetten "Shut Out" (titelnummer van de gelijknamige LP), "Something's Missing" en "Never Lose Your Sense Of Humor" op.
Paul Jabara stierf in Los Angeles aan de gevolgen van aids.
Hij werd begraven in Green Wood Cemetery in Brooklyn.
- Bibsys: 9028954
- Bibliothèque nationale de France: cb13938011b (data)
- Gemeinsame Normdatei: 134415027
- International Standard Name Identifier: 0000 0000 7364 8466
- Library of Congress Control Number: n92105098
- MusicBrainz: 46f29631-0637-4f7d-b326-476eee18f52c
- Nationale Bibliotheek van Tsjechië: xx0081642
- Nationale Bibliotheek van Israël: 987008729096005171
- SNAC: w6gx7dc1
- Virtual International Authority File: 27256164
- WorldCat: E39PBJpDMwqYVKBXBxJ7wb6qcP